# Primal Rock Rebellion
Primal Rock Rebellion é uma banda britânica de heavy metal formada pelo guitarrista Adrian Smith, do Iron Maiden, e pelo vocalista Mikee Goodman, do SikTh.

## Membros

### Membros oficiais
- Adrian Smith - Guitarra, Baixo e Vocal
- Mikee Goodman - Vocal

### Membros de sessão
- Dan Foord - Bateria

## Discografia

### Álbuns de estúdio
- Awoken Broken (2012)

### Videoclipes
- No Friendly Neighbour (2012)
- No Place Like Home (2012)
- Tortured Tone (2012)